# Église Saint-Germain d'Irancy
L'église Saint-Germain est une église catholique située à Irancy, en France.

## Localisation
L'église est située dans le département français de l'Yonne, sur la commune d'Irancy.

## Historique
L'édifice est classé au titre des monuments historiques en 1969.
Ses cloches n'ont sonné qu'une seule fois, à l'occasion du 8 mai 1945.